# Crew Dragon Freedom
Crew Dragon Freedom (Dragon C212) è una navetta spaziale per il trasporto dell'equipaggio della serie Crew Dragon prodotto da SpaceX e costruito nell'ambito del Commercial Crew Program (CCP) della NASA. È stata utilizzata per la prima volta per la missione Crew-4 che è stata lanciata il 27 aprile 2022, trasportando quattro membri della Expedition 67 alla Stazione spaziale internazionale (ISS). È tornata sulla Terra il 31 maggio 2023 alla conclusione della missione Axiom Mission 2.

## Storia
Il 23 marzo 2022 alla Dragon C212 venne dato il nome "Freedom". Il comandante della Crew-4, Kjell Lindgren, disse che il nome era stato scelto per onorare un diritto umano fondamentale, e l'operosità e l'innovazione che scaturiscono dallo spirito umano libero. Il nome onorava inoltre Freedom 7, il veicolo spaziale utilizzato nel 1961 da Alan Shepard per la missione Mercury-Redstone 3, il primo volo spaziale umano degli Stati Uniti.

## Voli
Di seguito la lista dei voli che ha effettuato e che effettuerà la navicella Crew Dragon Freedom.
| Missione        | Patch | Data di lancio (UTC)     | Data di atterraggio (UTC) | Equipaggio                                                           | Durata     | Osservazioni | Risultato |
| --------------- | ----- | ------------------------ | ------------------------- | -------------------------------------------------------------------- | ---------- | --- | --------- |
| Crew-4          |       | 27 aprile 2022, 07:52:55 | 14 ottobre 2022, 20:55    | Kjell Lindgren Robert Hines Samantha Cristoforetti Jessica Watkins   | 170 giorni | Missione di lunga durata, ha trasportato i quattro membri della Expedition 67 sulla ISS.                                                        | Riuscito  |
| Axiom Mission 2 |       | 21 maggio 2023, 21:37    | 31 maggio 2023, 03:04     | Peggy Whitson John Shoffner Ali AlQarni Rayyanah Barnawi             | 9 giorni   | Missione turistica di breve durata a bordo della ISS per svolgere esperimenti scientifici.                                                      | Riuscito  |
| Axiom Mission 3 |       | 18 gennaio 2024 21:49    | 9 febbraio 2024 13:30     | / Michael López-Alegría Walter Villadei Alper Gezeravci Marcus Wandt | 21 giorni  | Missione turistica di breve durata a bordo della ISS per svolgere esperimenti scientifici.                                                      | Riuscito  |
| Crew-9          |       | 28 settembre 2024, 17:17 | 18 marzo 2025, 21:57      | Nick Hague Aleksandr Gorbunov                                        | 171 giorni | Missione di lunga durata, trasportati due membri della Expedition 72 sulla ISS. Riportati a Terra Butch Wilmore e Sunita Williams della Boe-CFT | Riuscito  |